# Matthias Ostrzolek
Matthias Ostrzolek, né le 5 juin 1990 à Bochum, est un footballeur germano-polonais qui joue au poste de latéral gauche.
Il est actuellement entraîneur-joueur du Schwaben Augsbourg en cinquième division allemande.

## Biographie

### Formation à Bochum
Né le 5 juin 1990 à Bochum de parents polonais, Matthias Ostrzolek s'inscrit dans l'un des clubs de football de la ville à l'âge de six ans, et est repéré un an plus tard par le VfL Bochum, dont l'équipe professionnelle est engagée en première division. Il passe par toutes les catégories, avant d'intégrer l'équipe réserve en 2009. Peu utilisé en Regionalliga Ouest, Ostrzolek est pourtant appelé dans le groupe professionnel par Friedhelm Funkel à l'hiver 2010. 

### Débuts avec le VfL
Le 12 décembre, il fait ses débuts contre le VfL Osnabrück en 2.Bundesliga, entrant sur le terrain à l'heure de jeu, et joue un match complet cinq jours plus tard face au MSV Duisbourg. Lors d'un stage hivernal en Turquie, il signe un contrat professionnel portant jusqu'en juin 2013. Régulièrement dans le onze de départ de l'entraîneur, il est sélectionné chez les espoirs allemands, après avoir pourtant joué deux rencontres avec les moins de dix-sept ans polonais. Les 25 et 29 mars 2011, il joue ses premiers matches avec la Mannschaft, contre les Pays-Bas et l'Italie.